# Eidsgavlen
Eidsgavlen ist ein Felsenkliff im ostantarktischen Königin-Maud-Land. Im Alexander-von-Humboldt-Gebirge des Wohlthatmassivs ragt es 1,5 km südlich der Eidshaugane auf.
Entdeckt und aus der Luft fotografiert wurde das Kliff bei der Deutschen Antarktischen Expedition 1938/39 unter der Leitung des Polarforschers Alfred Ritscher. Vermessungen und Luftaufnahmen der Dritten Norwegischen Antarktisexpedition (1956–1960) dienten seiner Kartierung. Sein norwegischer Name bedeutet so viel wie „Isthmusgiebel“.